# Halerpestes cymbalaria
Halerpestes cymbalaria (Pursh) Greene – gatunek rośliny z rodziny jaskrowatych (Ranunculaceae Juss.). Występuje na rozległych obszarach Ameryki Północnej i Południowej z wyjątkiem południowo-wschodniej części Stanów Zjednoczonych, Antyli i wschodniej części Ameryki Południowej. Ponadto został naturalizowany na Półwyspie Skandynawskim.

## Morfologia
PokrójBylina rozłogowa.
LiścieMają kształt od podłużnego do sercowatego lub okrągłego. Mierzą 1–4 cm długości oraz 1–3,5 cm szerokości. Nasada liścia jest sercowata lub zaokrąglona. Liść jest na brzegu karbowany. Wierzchołek jest zaokrąglony.
KwiatySą pojedyncze. Rozwijają się na szczytach pędów. Mają 5 owalnych działek kielicha, które dorastają do 2–6 mm długości. Mają 5 żółtych płatków o długości 2–7 mm.
OwoceNagie niełupki o długości 1–2 mm. Tworzą owoc zbiorowy – wieloniełupkę o cylindrycznym lub jajowatym kształcie i 4–5 mm długości.

## Biologia i ekologia
Rośnie na brzegach rzek i w rowach. Kwitnie od maja do września.